# Alaska (Schiff, 1881)
Die Alaska war ein Passagierschiff der Guion Line, das 1882 das Blaue Band für die schnellste Atlantiküberquerung gewann. Sie fuhr auf der Strecke Liverpool-New York.

## Geschichte
Die Alaska war etwas größer und schneller als die Arizona, die ebenfalls für die Guion Line fuhr. Ihre Jungfernfahrt trat sie am 30. Oktober 1881 von Liverpool aus an. Sie bot 350 Passagieren in der Ersten Klasse und 1.000 Reisenden im Zwischendeck Platz. Das Schiff besaß sowohl Segel- als auch Dampfantrieb.

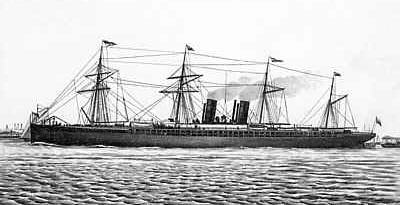
Die Alaska

1883 überquerte die Alaska als erstes Linienpassagierschiff den Atlantik in weniger als einer Woche. Entsprechend hoch war allerdings ihr Verbrauch: Pro Tag wurden 250 Tonnen Kohle verheizt. 1894 gab Guion den Schiffsverkehr auf und versuchte die Alaska, die zu diesem Zeitpunkt 100 Atlantiküberquerungen hinter sich hatte, abzustoßen. Es gestaltete sich aber schwierig, das Schiff zu verkaufen. So wurde es 1894 in Gareloch aufgelegt und 1897 von Compañía Trasatlántica Española gechartert und in Magallanes umbenannt. 1898 wurde das Schiff erneut aufgelegt, diesmal auf dem Clyde. 1899 wurde es verkauft und sollte verschrottet werden, wurde aber dann doch noch bis 1902 als Hulk genutzt. 